# Silverio Cavazos
Jesús Silverio Cavazos Ceballos (Tecomán, Colima; 15 de diciembre de 1968-Colima, Colima; 21 de noviembre de 2010) fue un político mexicano, miembro del Partido Revolucionario Institucional, que se desempeñó de 2005 a 2009 como Gobernador de Colima tras el fallecimiento de Gustavo Vázquez Montes. 
Falleció el 21 de noviembre de 2010, víctima de un atentado.

## Carrera profesional y política
Silverio Cavazos fue licenciado en Derecho egresado de la Universidad de Colima. Fue defensor de oficio en Tecomán, líder municipal del Partido Revolucionario Institucional y posteriormente, secretario del H. Ayuntamiento de Tecomán, Colima. 
Ganadas las elecciones ordinarias para el período 2003-2006, se desempeñó como diputado local, por el Distrito XV Tecomán-Norte, de la LIV Legislatura del Congreso del Estado de Colima.
Ocupó la presidencia de la Comisión de Gobierno Interno y Asuntos Parlamentarios y la Coordinación  de la Fracción del PRI en  el mismo;fue miembro distinguido  de la Conferencia Permanente de Legisladores Locales Priistas; Primer Secretario del Consejo Directivo de la Conferencia Mexicana de Congresos y Legisladores Estatales (COMCE) y miembro distinguido del Consejo Político Nacional del PRI.
Al momento del fallecimiento en un accidente aéreo del gobernador Gustavo Vázquez Montes, fue postulado candidato del PRI a la gubernatura en las elecciones extraordinarias que fue necesario convocar.
Fue elegido para terminar el período constitucional 2003 - 2009 para el que previamente había sido elegido Gustavo Vázquez Montes, cuyas elecciones ordinarias fueron anuladas por el Tribunal Electoral del Poder Judicial de la Federación al señalar la intervención ilegal en las mismas del entonces gobernador Fernando Moreno Peña. 
Convocadas nuevas elecciones extraordinarias, Vázquez Montes volvió a ganarlas. Sin embargo, al fallecer en un accidente aéreo, tuvieron que convocarse por terceras elecciones que fueron ganadas por Cavazos Ceballos en alianza con el PVEM y PT.

## Gobernador
Triunfó en el proceso electoral celebrado el 10 de abril de 2005, obteniendo un total de 51.50% de los votos emitidos, frente al 47.62% de su contrincante, el candidato del PAN Leoncio Morán Sánchez; asumió la gubernatura el 5 de mayo de 2005, para concluir el período que finalizaría el 31 de octubre de 2009.

## Muerte
Alrededor de las 10:00 horas del 21 de noviembre de 2010, fue atacado por varios sujetos al salir de su casa en la ciudad de Colima, resultando gravemente herido.
Fue trasladado a una clínica particular de la misma ciudad donde falleció mientras recibía atención médica.
Ante ello, el presidente Felipe Calderón Hinojosa condenó el asesinato y, el Partido de la Revolución Democrática pidió el esclarecimiento del crimen.
El miércoles 9 de mayo de 2018 fue capturado el presunto asesino de Silverio Cabazos, Gerardo Mendoza Chávez, vinculado con el Cártel del Milenio y líder de Cárteles Unidos. Sin embargo, fue asesinado rápidamente el 12 de mayo de 2018 a manos de otro reo, quien se cree pudo haber sido un miembro del Cártel de Jalisco Nueva Generación.